# Acanthomyops claviger
Acanthomyops claviger é uma espécie de inseto do gênero Acanthomyops, pertencente à família Formicidae.